# Formica rediana
Formica rediana är en myrart som beskrevs av Leach 1825. Formica rediana ingår i släktet Formica och familjen myror. Inga underarter finns listade i Catalogue of Life.